# إليزابيث غوردون فوكس
إليزابيث غوردون فوكس (بالإنجليزية: Elizabeth Gordon Fox)‏ هي كاتِبة أمريكية، ولدت في 1884 في ميلواكي في الولايات المتحدة، وتوفيت في 1958 في نيوينغون في الولايات المتحدة.